# 黃埔 (香港)
黃埔（英語：Whampoa）位於香港九龍九龍城區紅磡東南部一通俗分區，位於紅磡灣東北及大環以南。原址全境為黃埔船塢。
港鐵在2016年10月開通黃埔站，這是觀塘綫的延長段，為居民帶來方便。

## 歷史

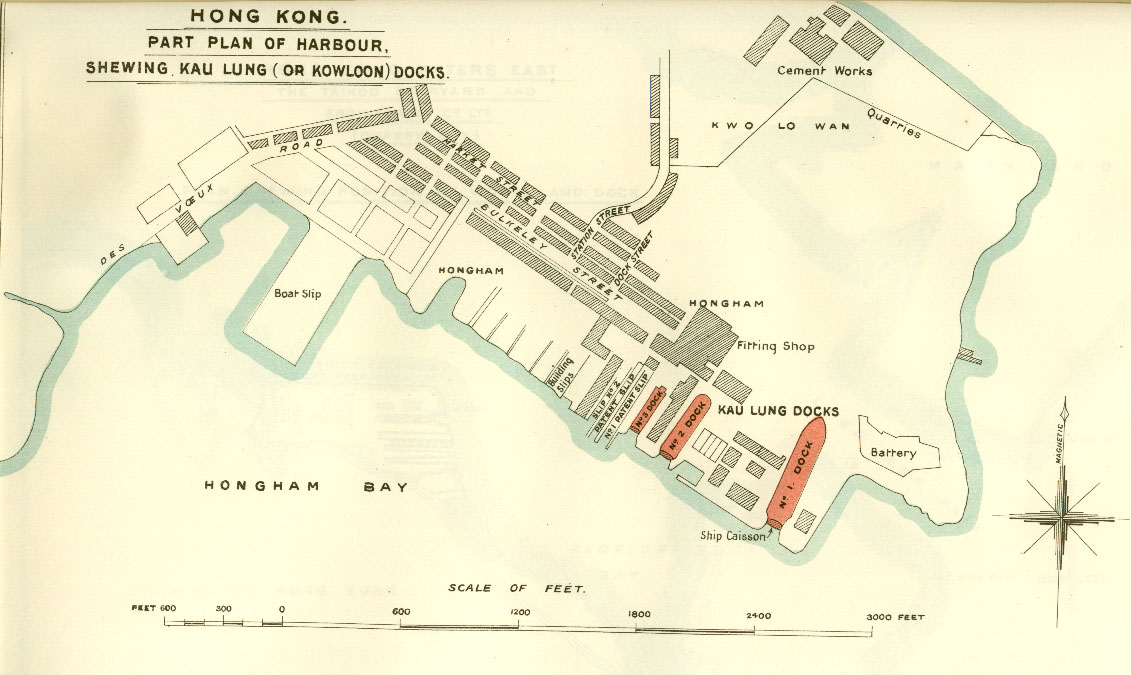
1900年代黃埔船塢的平面圖

「黃埔」的名稱來自前身的同名船塢黃埔船塢，早在19世紀開始營運，該處曾經修理過不少船艦。
自1965年紅湖大廈於黃埔船塢土地落成後，黃埔船塢開始分段清拆。於1985年和記黃埔將船塢正式關閉，改建為黃埔。現址經已重建成大型屋苑包括黃埔新邨、黃埔花園、紅磡灣中心和其他舊式私人住宅等，成為主要的中產居住區域。
2002年9月，九廣鐵路公司為擴展沙田至中環綫的服務範圍至黃埔一帶，建議在黃埔建造自動捷運系統，連接九鐵（現港鐵）紅磡站，以便乘客在該站轉乘東鐵綫、西鐵綫和沙田至中環綫（沙中綫）。
2008年3月，行政會議批准港鐵公司對觀塘綫延綫進行進一步規劃及設計。2016年10月23日，黃埔站隨觀塘綫延綫通車而正式啟用。

## 鄰近私人屋苑

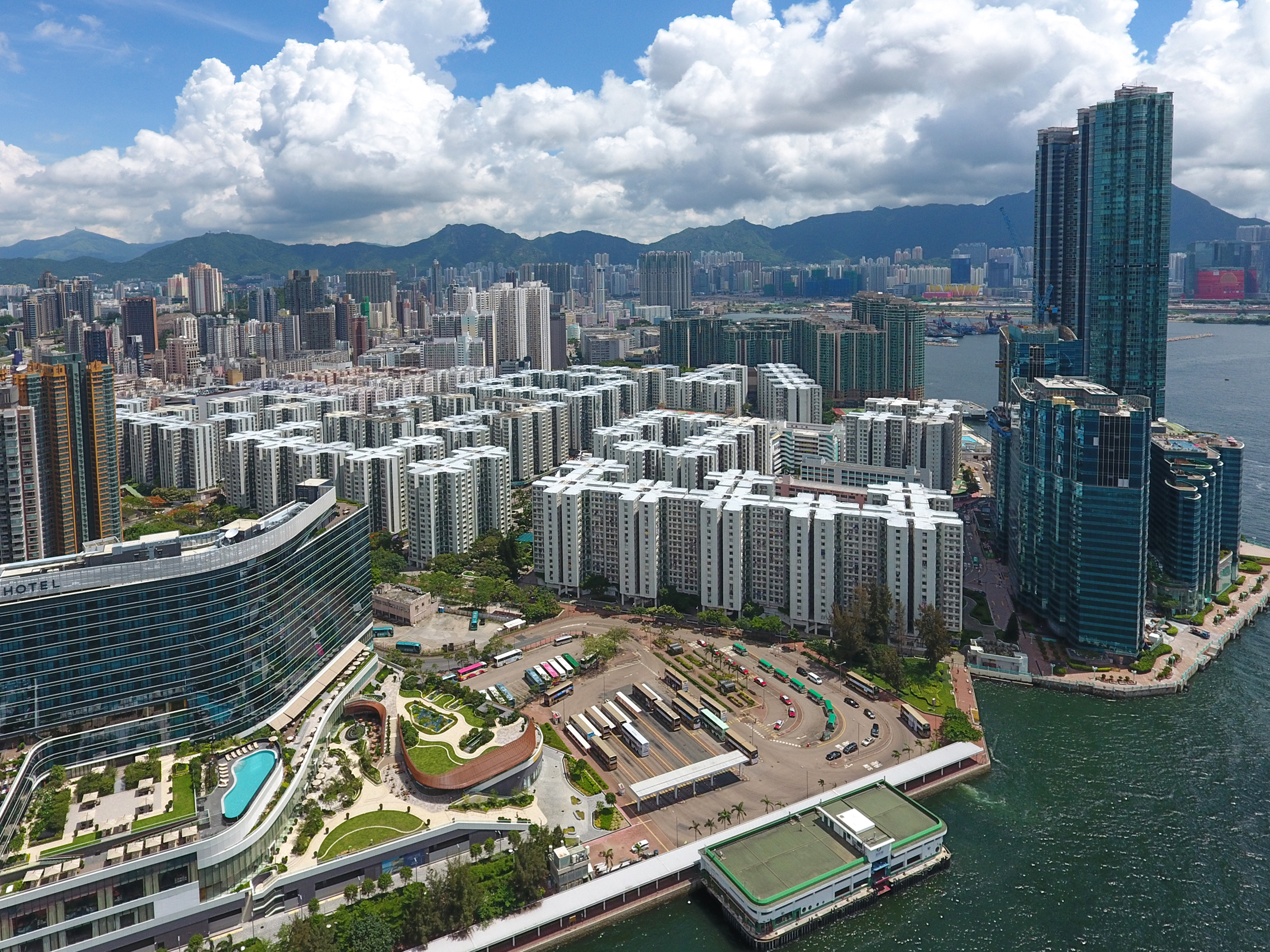
黃埔區私人屋苑的建築群

- 黃埔花園
- 黃埔新邨
- 海逸豪園
- 海名軒
- 海濱南岸
- 維港星岸
- 半島豪庭
- 紅磡灣中心